# Neuendorf, Bitburg-Prüm
Neuendorf là một đô thị thuộc huyện Bitburg-Prüm, bang Rhineland-Palatinate, Đức.